# Gutierrez (Teksas)
Gutierrez je naseljeno mjesto za statističke potrebe u američkoj saveznoj državi Teksas. Prema popisu stanovništva iz 2010. u njemu je živjelo 79 stanovnika.